# Högerlibertarianism
Högerlibertarianism, även känd som libertariansk kapitalism, är en libertariansk politisk filosofi som stöder kapitalistisk äganderätt och marknadsfördelning av naturresurser. Termen högerlibertarianism används för att skilja denna klass av synsätt på egendomens och kapitalets natur från vänsterlibertarianism, en variant av libertarianism som kombinerar självägande med en jämlik syn på egendom och inkomst. I motsats till socialistisk libertarianism stöder kapitalistisk libertarianism fri marknadskapitalism. Liksom andra former av libertarianism stöder den medborgerliga friheter, särskilt naturrätt, negativa rättigheter, icke-aggressionsprincipen, och en betydande omvandling eller fullständig eliminering av den moderna välfärdsstaten.
Högerlibertarianskt politiskt tänkande kännetecknas av den strikta prioritet som ges åt frihet, med behovet av att maximera den individuella frihetens utrymme och minimera omfattningen av statlig makt. Högerlibertarianer ser vanligtvis staten som det främsta hotet mot friheten. Denna antistatism skiljer sig från anarkosocialistisk teori (men inte individualistisk anarkistisk teori) genom att den är baserad på normer för privat egendom och stark individualism som lägger mindre vikt vid mänsklig socialitet eller samarbete. Högerlibertariansk filosofi är också förankrad i idéerna om individuella rättigheter och laissez-faire-ekonomi. Den högerlibertarianska teorin om individuella rättigheter följer i allmänhet hemmanprincipen och arbetsteorin om egendom, och betonar själväganderätt och att människor har en absolut rätt till den egendom som deras arbete producerar. Ekonomiskt sett gör högerlibertarianer ingen skillnad mellan kapitalism och fria marknader och ser alla försök att diktera marknadsprocessen som kontraproduktiva. De betonar marknadens mekanismer och självreglerande natur samtidigt som de framställer statliga ingripanden och försök att omfördela rikedom som kriminellt omoraliska, onödiga och kontraproduktiva. Även om alla högerlibertarianer motsätter sig statliga ingripanden, finns det en uppdelning mellan anarkokapitalister, som ser staten som ett onödigt ont och vill ha äganderätten skyddad utan lagstadgad lag genom marknadsgenererad skadestånds-, avtals- och egendomsrätt; och minarkister, som stöder behovet av en minimalstat, ofta kallad en nattväktarstat, för att förse sina medborgare med domstolar, militär och polis.
Liksom libertarianer av alla slag, kallar högerlibertarianer sig själva för libertarianer. Eftersom högerlibertarianism är den vanligaste typen av libertarianism i USA, har den blivit den vanligaste referensen till libertarianism där sedan slutet av 1900-talet, medan den historiskt sett och på andra håll fortsätter att användas i stor utsträckning för att referera till antistatliga former av socialism såsom anarkism och mer generellt libertariansk kommunism eller frihetlig socialism och libertariansk socialism. Ungefär samtidigt som Murray Rothbard populariserade termen libertarian i USA under 1960-talet, började anarkokapitalistiska rörelser kalla sig libertarianer, vilket ledde till uppkomsten av termerna libertariansk kapitalist, främst använd av förespråkare, och högerlibertarian (främst använd av motståndare) för att skilja dem åt. Rothbard själv erkände att termen "libertarian" hade anammats och skröt om att den "erövrats [...] från fienden" efter att statsmakterna hade erövrat termen "liberal" från frihetens förkämpar.